# Саша Кокачева
Саша Кокачева (род. 31 декабря 1987, Архангельская область) – художница, работающая с живописью, графикой, скульптурой и инсталляцией. Главной темой ее исследований являются формы личной и коллективной памяти через изображение фантомных образов людей и автопортреты. 
Практика художницы строится вокруг рефлексии об окружающем мире и способах существования в нем. Реализацией ее внутренних переживаний становятся эмоционально нагруженные работы с разной степенью интенсивности цвета.  Героями ее работ являютя образы действительности, переосмысленные и трансформированные. Типовые модели событий, заурядные предметы, индустриальные ландшафты и природные явления превращаются в визуальный контекст, наполненный эмоционально окрашенными личными переживаниями. 
Персональные выставки Кокачевой были представлены в Литературно-мемориальном музее Ф.М. Достоевского (Санкт-Петербург), галереях SISTEMA GALLERY (Москва), NAMEGALLERY (Санкт-Петербург), Antonov Gallery (Санкт-Петербург), DiDi Gallery (Санкт-Петербург) и Склад17 (Санкт-Петербург).
Работы художницы находятся в частных коллекциях в Бельгии, Германии, Китае, России, Финляндии и на Кипре.
Живет и работает в Санкт-Петербурге.

## Образование
2018 — Школа Молодого Художника Про Арте, Санкт-Петербург, Россия
2018 — СПБГАИЖСА им. Репина, факультет станковой графики, Санкт-Петербург, Россия
2012 — РГПУ им. Герцена, факультет изобразительного искусства, Санкт-Петербург, Россия
2008 — Архангельский колледж культуры и искусства, специальность «дополнительное педагогическое образование, педагог ИЗО», Архангельск, Россия 

## Персональные выставки
2025 — Это ловушка. Это место — нигде, и это навсегда, Галерея Anna Nova, Санкт-Петербург, Россия  
2024 — Синкопа, SISTEMA GALLERY, Москва, Россия 
2021—2022 — Птичий Бестиарий, Литературно-мемориальный музей Ф.М. Достоевского (при сотрудничестве Пушкинского музея), Санкт-Петербург, Россия 
2021—2022 — Наши люди, NAMEGALLERY, Санкт-Петербург, Россия
2021—2022 — Здесь и сейчас что-то было, Antonov Gallery, Санкт-Петербург, Россия
2019 — Персональная выставка, DiDi Gallery, Санкт-Петербург, Россия 
2019 — Генезис, Склад17, Санкт-Петербург, Россия

## Избранные групповые выставки
2024 — Следуй за звездопадом, SERINE Gallery, Москва, Россия
2024 — TSKHALTUBO, Carillon Gallery (Tarrant County College South), Форт-Уэрт, США
2024 — Форма времени, Elohovskiy Gallery, Москва, Россия 
2024 — Лето, прощай!, Ural Vision Gallery, Екатеринбург, Россия
2024 — Вне зоны доступа. Дачная выставка, Галерея «Сегоднязавтра», Санкт-Петербург, Россия
2024 — Время обретенное, Галерея БУКСИР, Липецк, Россия
2024 — Показалось эхо в тени отражения, Fabula Gallery, Санкт-Петербург, Россия 
2024 — Улитка времени или как один невеселый вечер превратился в целую жизнь, VLADEY Space, Москва, Россия 
2024 — (БЕз) дОМиКа, деловое пространство Союз, Тула, Россия
2023 — Не смотри на меня так, куратор, Галерея Anna Nova, Санкт-Петербург, Россия 
2023 — Этой ночью, Галерея «Наковальня», Москва, Россия 
2022 — Вспоминая завтра, Третье место, Санкт-Петербург, Россия
2022 — Колобок, я тебя, Петрекирхе, Санкт-Петербург, Россия
2021 — REcolect and colect, Третье место, Санкт-Петербург, Россия
2021 — Hidden places, Бункер703, Москва, Россия
2020 — Выставка работ номинантов Премии им. Сергея Курёхина, Центр современного искусства им. Сергея Курёхина, Санкт-Петербург, Россия 
2020 — Стенд А-13. Выход из контекста, DiDi Gallery, Санкт-Петербург, Россия 
2020 — Новые Имена 2020, Музей нонконформистского искусства, Санкт-Петербург, Россия 
2020 — Волна грез, Галерея «Триумф», Москва, Россия
2020 — Молодые художники из России, Кипрский музей современного искусства, Никосия, Кипр
2018 — Шаляпин ХМАТ, 3-я Петербургская биеннале музейного дизайна, Санкт-Петербург, Россия
2018 — Преодоление, Центральный выставочный зал «Манеж», Санкт-Петербург, Россия
2017 — Школа активного рисования и перформативного позирования, Музей нонконформистского искусства, Санкт-Петербург, Россия
2017 — PADORA, Ars et mundus, Каунас, Литва
2016 — Image and imagination, Hong Yuan International Arts Village, Чэнду, Китай

## Ярмарки
2024 — |catalog|, Москва, Россия 
2024 — Contemporary Istanbul, SISTEMA GALLERY, Турция, Стамбул
2024 — 2-я ярмарка Port Art Fair, Севкабель Порт, Санкт-Петербург, Россия
2023 — 1-я ярмарка Port Art Fair, Севкабель Порт, Санкт-Петербург, Россия 
2021 — BLAZAR, Музей Москвы, Москва, Россия 
2020 — THIRD PLACE ART FAIR, Третье место, Санкт-Петербург, Россия
2020 — 8-ая Международная ярмарка современного искусства COSMOSCOW, Гостиный двор, Москва, Россия
2018 — 7-я независимая ярмарка современного искусства Санкт-Догвильбург, Севкабель Порт, Санкт-Петербург, Россия
2017 — 7-я независимая ярмарка современного искусства, Проект-инициатива группы Север-7, Севкабель Порт, Санкт-Петербург, Россия
2017— 2018 — Ярмарка современного искусства SAM FAIR, Музей стрит-арта, Санкт-Петербург, Россия

## Резиденции
2017-н.в. Студия Непокоренных 17, Санкт-Петербург, Россия
2020 Международная резиденция для художников на базе Ближневосточного университета, Никосия, Кипр
2016 HongYuan International Arts Village, Чэнду, Китай
2015 стажировка в Сайменском университете прикладных наук, факультет графики, Иматра, Финляндия